# Словарь росийсько-український
«Слова́рь роси́йсько-украї́нський» — російсько-український словник, надрукований протягом 1893—1898 року в чотирьох томах у Львові М. Уманцем і А. Спілкою. 1924 року видавництво «Українське Слово» перевидало його в Берліні в одному томі. Фототипічно перевиданий в УРСР у 1925 році.

## Сутність

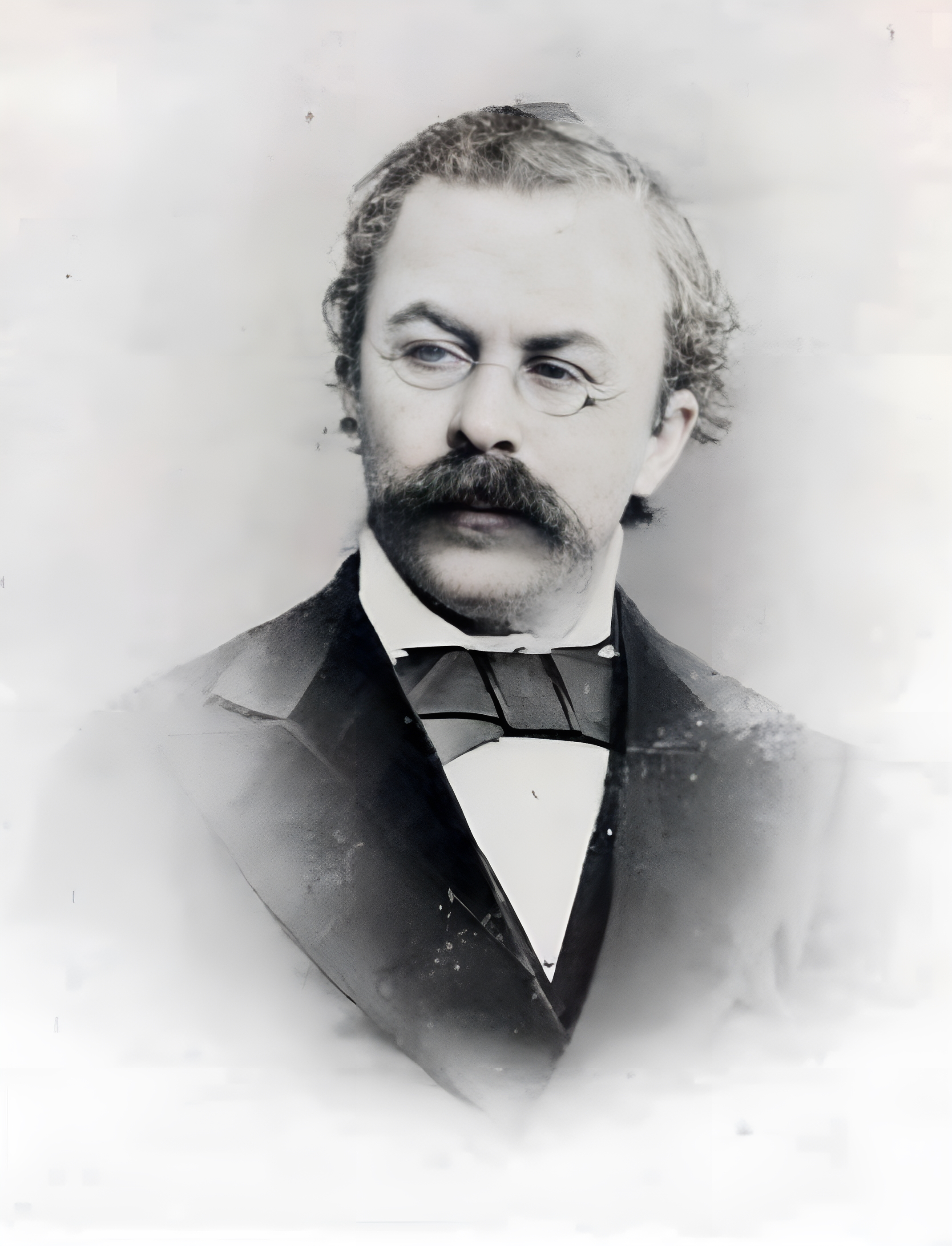
М. Уманець, він же Михайло Комаров

Мета словника була суто практична. У передмові її визначено так: «Давно вже почувається потреба в такій книжці, як російсько-український словар. Потреба ся, що здавна чулася не то що в Галичині, а й на Україні, стала найпильнішою останніми часами, коли російська література придбала собі таку славу й сталася чинником у просвіті слов′янських народів, а разом із тим щоразу більше стає вона по мові народною й більше московською, коли користування нею для всіх слов′янських народів, хоч би навіть і таких близьких родичів, як ми Русини, виклика́є ще більшу потребу в словарі… Запобігаючи сій потребі, ми й зважилися випустити в світ нашу роботу».
Усього словар містить близько 40 тисяч російських слів, перекладених українською. Про якісний склад слів і критерії їхнього добору до словника упорядники пишуть, що вони:
- іншомовних слів, уживаних із однаковим значенням і в російській, і в українській, не включали до словаря;
- випускали слова, спільні в обох мовах;
- перекладали російські згрубілі й пестливі форми слів, бо в українській мові ці слова «мають завжди самостійні й розмаїті форми»[3];
- обов′язково намагються подати іменників будь-якого походження;
- подають усі прислівники, а ступеньовані прикметники — лише в окремих випадках.

Кожне реєстрове слово перекладено одним або декількома синонімічними українськими словами, для розкриття значення яких часто наведено речення з творів українськиї письменників чи народної творчості. Обов′язково позначено місце наголосу. Граматичних пемарок не подано, лише біля тих іменників, які в українській мові вживані тільки в однині чи множині.

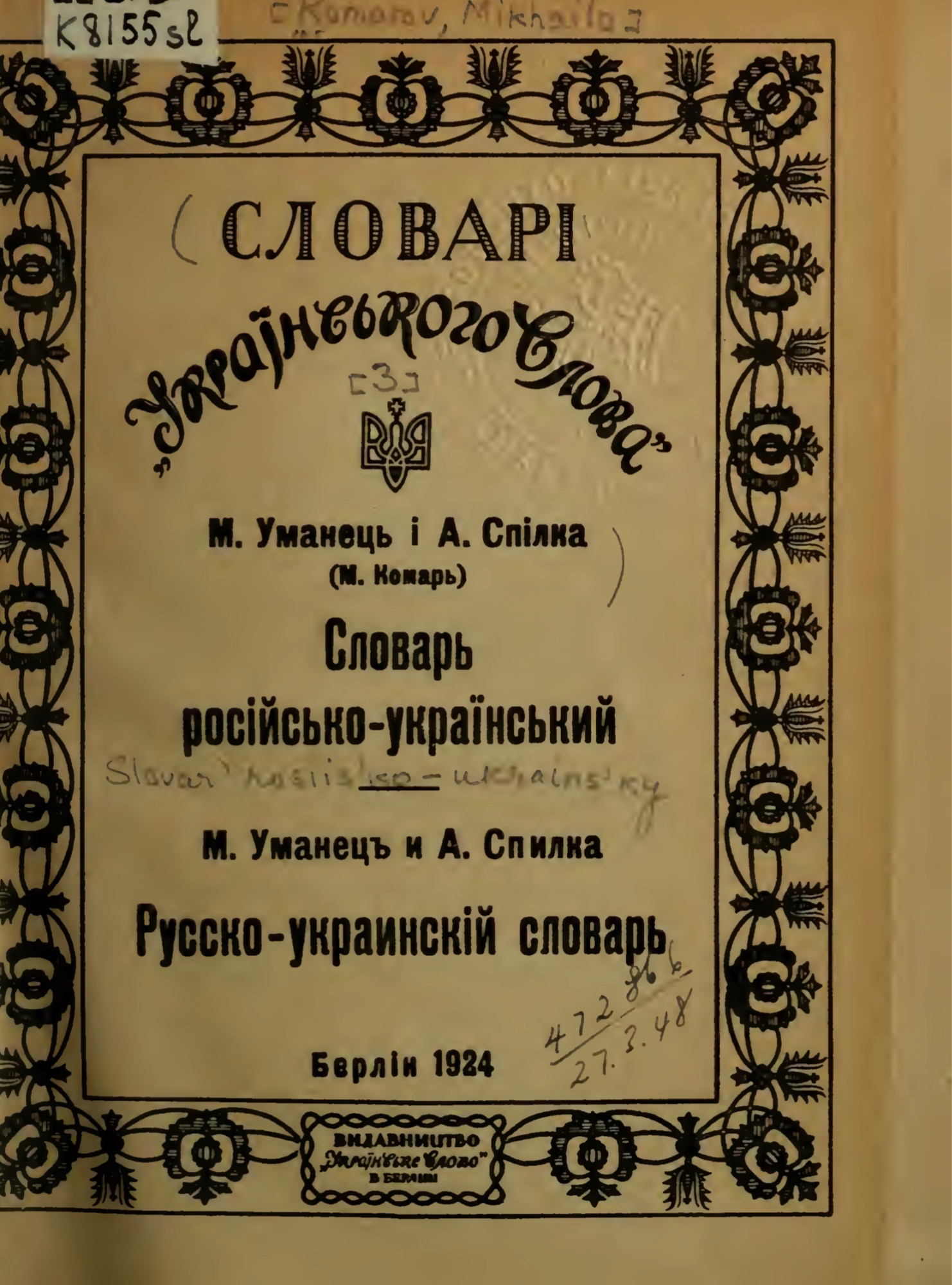
Титульна сторінка «Словаря росийсько-українського», виданого 1924 року в Берліні

Упорядкування такого великого російсько-українського словника дало змогу українській інтелігенції, зокрема письменникам, через російську мову лексично збагачувати і українську літературну мову, знаходити для поширених у російській слів нові найкращі й найточніші відповідники. Даний словар був посібником, за яким українська інтелігенція могла ознайомитися з російською мовою та вивчати її. Поширення «Словаря росийсько-українського» в Галичині сприяло остаточному занепадові «язичія» як літературної мови.

### Критика
У «Словарі росийсько-українськім» і дореволюційна, і радянська критика відзначала такі основні хиби:
- неповнота словника, адже до деяких слів нема широко вживаних українських відповідників: абрико́с — море́ля, жерде́ля (але нема абрико́са); барче́нок, ба́рчик — пани́ч, пани́чик, паниче́нько (але нема паня́, паненя́); болтли́вый — щебетли́вий, ховзьки́й на язи́к, слизькоя́зикий, базі́кало (але нема балаку́чий); болтовня́ — базі́кання, баля́си, тереве́ні, верзі́ння, торо́чення (але нема балакани́на); вертля́вий — вертки́й, кру́чений, юрли́вий, юлки́й, дзи́ґа (але нема в′юнки́й) тощо, а деяких російських слів, як-от: августо́вский, авторите́т, аккура́тность, безвозду́шный, вменя́емый, восто́рженный, выдыха́ние, каменотё́с тощо — узагалі нема;
- деяких російських слів подано неточно, наприклад: анатоми́ровать — потроши́ти, требу́шити, поро́ти, рі́зати, карбува́ти; аппеля́ция — апеля́ція, пере́суд; балага́н — шопа́; бато́г — па́лиця, кий, лози́на; бут — груз тощо;
- трапляються чимало архаїзмів і діалектизмів: брус — брус, ба́лка, шта́га, рамено́, приту́га; виде́ние — мара́, мана́, манія́, поторо́ча, страхі́ття; грудь — грудни́на, грудни́ця, пе́рси, пе́рса; жбан — джбан, коно́вка; заде́ржка — заде́ржання, затри́мання, впин, у́пин, при́пинка, зага́йка, зага́янка тощо.

Одначе «Словарь росийсько-український» має цілий ряд позитивних рис:
- укладаючи даний словник, М. Уманець і А. Спілка орієнтувалися передусім на лексичні багатства Сходу України, а не Заходу, Це безумовно сприяло виробленню, поширенню й закріпленню східноукраїнських лексичних норм;
- Хоч у передмові було сказано, що в словнику не подано слів, спільних російській і українській мові, проте цього наміру практично не було здійснено:

|                | Дуже важлива та обставина, що пан Уманець поставився до свого завдання цілком сумлінно. Так, наприклад, він не піддався одній дуже несимпатичній течії, модній тепер серед деякої частини української інтелігенції. Останнім часом ми раз у раз зустрічаємо в українських журналах дивовижні статейки, викликані бажанням яскравіше відтінити українську мову перед великоруською, у яких у зв'язку з цим оголошується гоніння на багато загальновживаних, цілком народних українських слів. А саме: піддаються проскрипції ті українські слова, які а) схожі на великоруські і б) мають для себе синоніми, які не зустрічаються у великоруській мові; ці синоніми оголошуються «щиро народними» словами, а спільноруські — «москалізмами». Не поділяючи таких вузьких і, до того ж, несумлінних тенденцій, пан Уманець об'єктивно вніс у словник усі слова, які постійно вживає народ, і це, зрозуміло, ніяк не перешкодило тому, щоб лексичне багатство і самостійність української мови виступили у словнику пана Уманця в повнім блиску, незважаючи навіть на численні пропуски... |
| — А. Кримський | |